# Comedy Gold
Comedy Gold était une chaîne de télévision canadienne spécialisée de catégorie B appartenant à Bell Media. Elle diffusait principalement des sitcoms des années 1970 et 1980. Elle est la station-sœur de The Comedy Network. La chaîne a été vendue à Wow Unlimited Media (en) en juillet 2018.

## Histoire
Après avoir obtenu sa licence auprès du CRTC en 2000 pour le service Retro, Craig Media a signé une entente avec MTV Networks en août 2001 afin d'importer la marque TV Land au Canada et a lancé le service TV Land Canada le 7 septembre 2001. Peu après son lancement, MTV Networks a pris des parts minoritaires dans le service. TV Land Canada diffusait généralement des sitcoms et drames des années 1960, 1970 et 1980.
CHUM Limited a annoncé le 12 avril 2004 son intention de faire l'acquisition de Craig Media pour 265 millions $ et la transaction a été complétée le 1er décembre 2004, incluant la participation de 80,1 % de Craig dans TV Land Canada.
CTVglobemedia a fait l'acquisition de TV Land Canada lors de son achat de CHUM Limited le 22 juin 2007.
Depuis le 2 août 2010, CTV change le nom de la chaîne pour Comedy Gold qui se concentrera que sur les sitcoms des débuts de la télévision. Viacom a revendu ses parts à CTVglobemedia lors du changement de nom.
Bell Canada a fait l'acquisition de CTVglobemedia le 1er avril 2011, renommé Bell Media pour l'occasion.
En juin 2017, Wow Unlimited Media annonce un partenariat avec Bell Media afin d'acquérir une chaîne spécialisée et la convertir en chaîne pour enfants et jeunes adultes. Comedy Gold a été vendu le 9 juillet 2018. En attendant que Wow prenne le relais de la chaîne, Bell réduit la programmation de la chaîne à des rediffusions en boucle d'essentiellement Comedy Now!, Corner Gas, Ridiculousness, Tosh.0, etc.
Fin juillet 2019, Telus TV annonce le retrait de la chaîne sur son service le 30 août 2019 « dû à un changement par le fournisseur », signifiant la fermeture de la chaîne par Bell Média. Wow a demandé la révocation de sa licence auprès du CRTC à la fin 2020, citant de nombreux problèmes et de changements au niveau consommation de contenu. La licence est révoquée le 5 février 2021.

## Programmation
La chaîne diffusait de nombreuses sitcoms américaines, tels que The Fresh Prince of Bel-Air, Full House, Who's The Boss?, I Love Lucy, The Mary Tyler Moore Show, Rhoda, Night Court, Murphy Brown et One Day at a Time.
Les séries canadiennes incluaient Super Dave Osbourne Show, The Kids in the Hall, SCTV et The Red Green Show.

## Identité visuelle

### Logos

Logo de TV Land du 7 septembre 2001 à août 2010
Ancien logo de Comedy Gold du 2 août 2010 à juin 2012
Logo de Comedy Gold de juin 2012 au 1er septembre 2019.